# Leptura yakushimana
Leptura yakushimana är en skalbaggsart som först beskrevs av Koichi Tamanuki 1942.  Leptura yakushimana ingår i släktet Leptura och familjen långhorningar. Inga underarter finns listade i Catalogue of Life.